# Omari Tetradze
Omari Michajłowicz Tetradze (ur. 13 października 1969; ros.: Омари Михайлович Тетрадзе; gruz. ომარ თეთრაძე) – gruziński piłkarz pochodzenia greckiego, posiadający obywatelstwo rosyjskie, występujący na pozycjach pomocnika i obrońcy, reprezentant Wspólnoty Niepodległych Państw i Rosji, trener piłkarski.

## Kariera piłkarska
Karierę piłkarską zaczynał w Dinamie Tbilisi w 1987 roku. Wcześniej nazywał się Omar Osipow. Z takim nazwiskiem było ciężko przebić się do podstawowego składu gruzińskiego zespołu, dlatego Omar był zmuszony zmienić nazwisko na gruzińskie nazwisko swojej babci – Tetradze. Przez jeden sezon reprezentował barwy innego gruzińskiego klubu Mercchali Ozurgeti, skąd następnie przeniósł się do Dinama Moskwa. W 1995 zdobył tytuł mistrza Rosji w barwach Ałaniji Władykaukaz. Po udanych występach w lidze rosyjskiej wyjechał za granicę. Występował w AS Roma i PAOK FC (z którym zdobył w 2001 Puchar Grecji). W 2002 wrócił do Władykaukazu. Później reprezentował drużynę Anży Machaczkała, a karierę zakończył jako zawodnik Kryljów Sowietow Samara. W 1992 rozegrał 3 mecze w reprezentacji WNP. W latach 1992–2002 w 37 spotkaniach reprezentował rosyjską drużynę narodową, strzelił 1 bramkę. Wystąpił na mistrzostwach świata w USA (1994) i mistrzostwach Europy w Anglii (1996).

## Kariera trenerska
W 2006 pełnił funkcję drugiego trenera w klubie Krylja Sowietow Samara. Po zakończeniu sezonu objął stanowisko pierwszego trenera Anży Machaczkała. Z kolei w 2010 roku został trenerem Wołgi Niżny Nowogród i był nim do 2011. Następnie w 2012 pracował w FK Chimki, a od 2013 jest szkoleniowcem kazachskiego klubu Żetysu Tałdykorgan.